# Артне
Артне (фр. Artenay) насеље је и општина у централној Француској у региону Центар (регион), у департману Лоаре која припада префектури Орлеан.
По подацима из 2004. године у општини је живело 1 866 становника, а густина насељености је износила 91.2 становника/km². Општина се простире на површини од 20,50 km². Налази се на средњој надморској висини од 122 метара (максималној 129 m, а минималној 117 m).

## Демографија
| 1962. | 1968. | 1975. | 1982. | 1990. | 2011. |
| ----- | ----- | ----- | ----- | ----- | ----- |
| 1.325 | 1.514 | 1.589 | 1.939 | 2.008 | 1.842 |

График промене броја становника у току последњих година